# 魚沼越光米

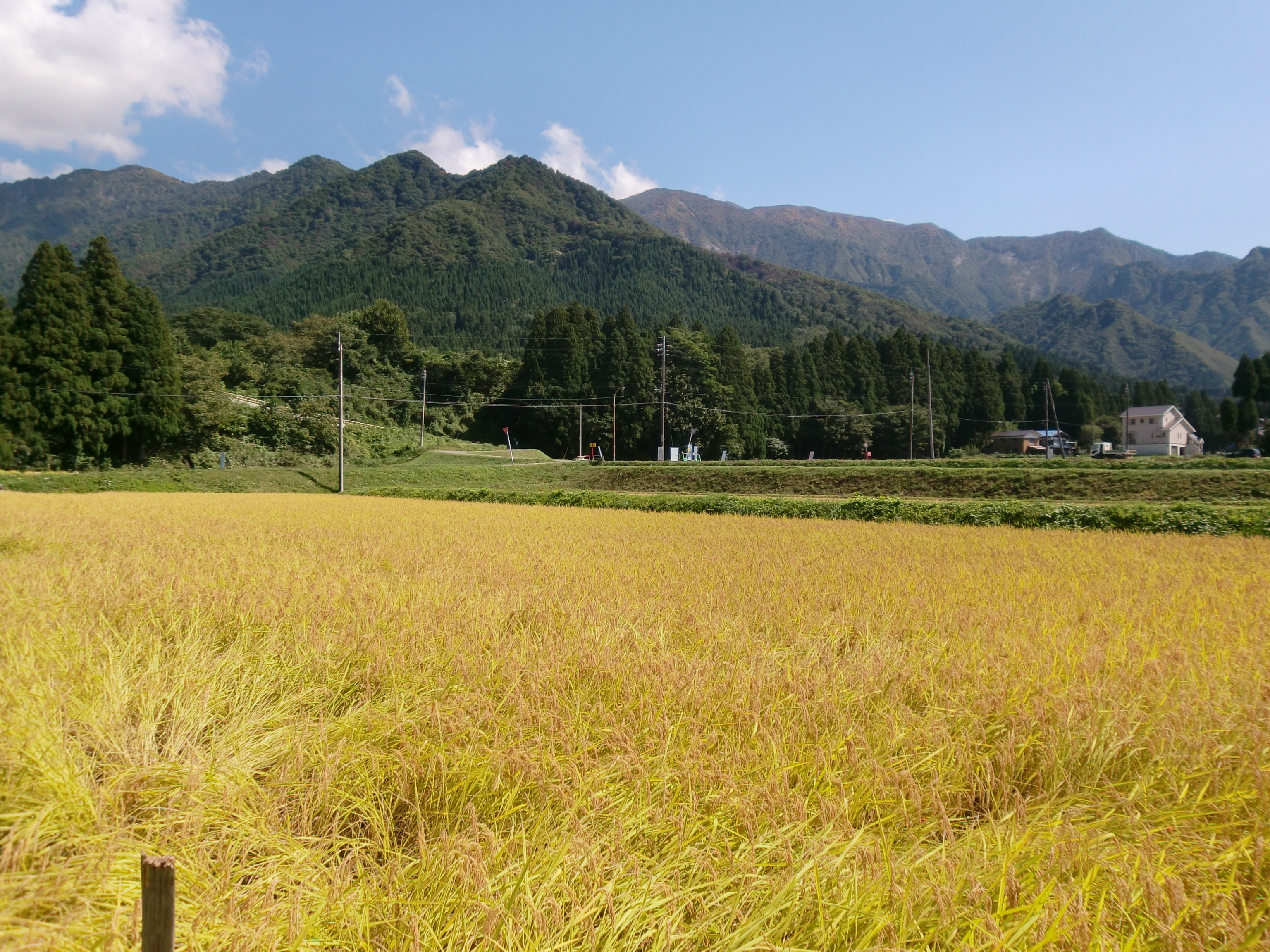
位於鹽澤町的魚沼越光米種植地

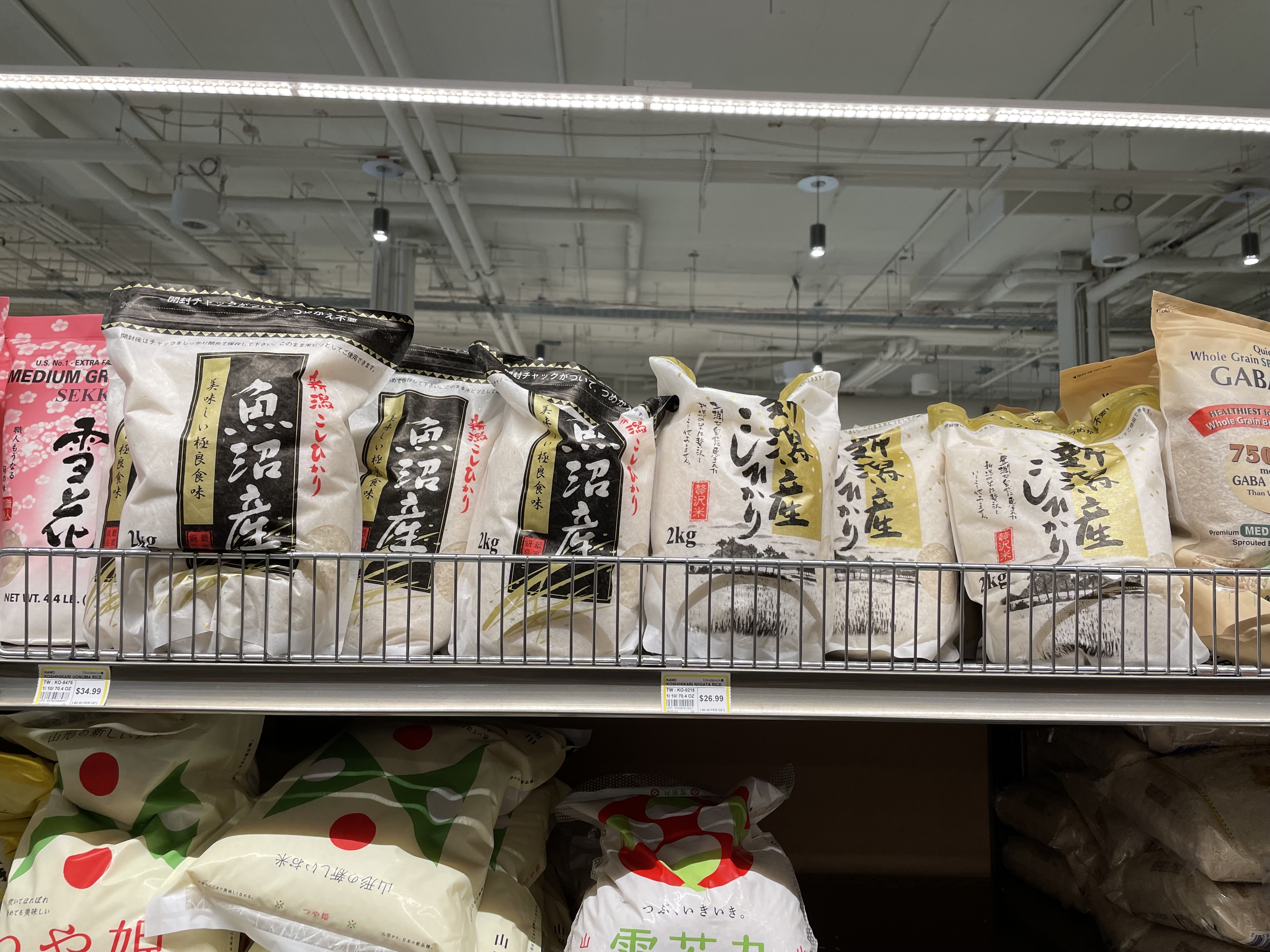
美国西雅图一家宇和島屋超市售卖的魚沼越光米（左）和新潟越光米（右），可见产自魚沼郡的越光米售价更高

魚沼越光米（日语：魚沼コシヒカリ）是專指生產於日本新潟縣魚沼郡地區（5市2町）的越光BL（超過9成）和越光米（不到1成）。
由於魚沼地區十分適合種植稻米，因此自1989年開始，魚沼越光米連續25年獲得日本國內最高的特A評價。在1993年米騒動時，魚沼越光米是日本國內唯一獲得特A評價的大米。

## 外部連結
- 魚沼産米（全農にいがた） （页面存档备份，存于）
- コシヒカリＢＬの開発状況と特性（新潟県） （页面存档备份，存于）
- 米価低迷下におけるブランド産地の展開― 新潟県魚沼地域を事例に ― （页面存档备份，存于）
- 環境保全型農業直接支援対策（農林水産省） （页面存档备份，存于）